# Günter Walz
Günter Walz (* 25. Juli 1962 in Rastatt) ist ein ehemaliger deutscher Fußballspieler.

## Karriere
Der Heimatverein von Günter Walz ist der FC Rastatt 04. Dort wurde der Abwehr- und Mittelfeldspieler in die Jugendnationalmannschaft des DFB berufen. Er debütierte am 8. Oktober 1979 aus Anlass des Atlantik-Pokals in Las Palmas beim Länderspiel gegen Schottland in der DFB-Jugendauswahl. Beim 1:1-Remis agierte Ralf Loose als Libero und Günter Thiele war in der Sturmspitze im Einsatz. Das Talent aus Südbaden wurde bis zum 16. April 1980 (Länderspiel gegen die Schweiz) in vier weiteren Spielen in der DFB-Jugend eingesetzt. Zur Runde 1981/82 schloss sich das 1,86 m große Defensivtalent der Amateurelf des Karlsruher SC in der Verbandsliga Nordbaden an. In der Saison 1982/83 feierten die KSC-Amateure die Meisterschaft und den Aufstieg in die Amateuroberliga Baden-Württemberg. Da die Lizenzelf zeitgleich in der Bundesliga unter Trainer Horst Franz um den Abstieg kämpfte, und ab dem 1. Februar 1983 der bisherige Assistenz- und Amateurtrainer Lothar Strehlau den glücklosen Franz als Cheftrainer ablöste, kam Walz bis zum Rundenende 1982/83 auch noch zu 16 Bundesligaeinsätzen. Der KSC stieg aber in die 2. Fußball-Bundesliga ab. In der Saison 1983/84 konnten die KSC-Amateure den Klassenerhalt bewerkstelligen und die Profis schafften als Meister der 2. Liga die umkehrende Rückkehr in die Bundesliga. Walz hatte in drei Zweitligaeinsätzen ein Tor erzielt.
Aber auch 1984/85 erwiesen sich die Blau-Weißen vom Wildparkstadion für die Bundesliga als zu schwach; sie stiegen erneut in die 2. Liga ab. Walz hatte in zwölf Bundesligaeinsätzen ein Tor erzielt. Als Trainer Lothar Buchmann eine neue KSC-Elf in der Saison 1985/86 in der 2. Bundesliga zusammenstellte – unter anderem mit Srećko Bogdan –, schaffte Walz 25 (1 Tor) Zweitligaeinsätze und der KSC landete auf dem siebten Rang. Walz zog es aber zur Runde 1986/87 zum VfB Gaggenau, der zwischenzeitlich der Amateuroberliga Baden-Württemberg angehörte. Ab 1987 spielte Walz ein Jahr für den 1. FC Pforzheim.